# 이백온
이백온(李伯溫, ? ~ 1419년)는 고려(高麗) 말기의 선비 출신 하위 관료이며 조선(朝鮮) 시대 초기의 왕족 종실(王族 宗室)이자 무신(武臣)이다. 본관은 전주(全州)이다. 호(號)는 귀봉(龜峯), 시호(諡號)는 소사(昭思)이다.

## 생애
그는 완풍대군(完豊大君)으로 추증(追贈)된 이원계(李元桂)의 아들이자 이양우(李良祐)와 이천우(李天祐)와 이조(李朝)의 아우이며 조선 태조 이성계(朝鮮 太祖 李成桂)의 이복 조카이다.
고려(高麗) 말기 시절 동북면(함경도) 화령의 이름없는 무인(武人)이요 촌부(村夫)이자 선비로 지내던 중 1386년 우왕 치세 말기에 음서로써 하급 관료 등용되어 고려 문관 신료 변안렬의 보좌역 호위 무관 직위를 지내었고 2년 후 1388년 고려국 관료 직위에서 퇴임하였다. 그러나 그 후 1392년 이복 숙부 이성계(李成桂)가 고려(高麗)를 멸하고 조선(朝鮮)을 창건 개국하여 초대 군주로 등극하자 조선국 왕족 종실 지위로써 완산원윤(完山元尹)에 책봉되었으며 이듬해 1393년에 완령후 원윤(完寧侯 元尹)으로 진봉되었고 태종 시절이던 1405년 완령군 원윤(完寧君 元尹)에 진책되었으며 그에 아울러 조선국 무관 관료 겸 장군(朝鮮國 武官 官僚 兼 將軍)으로도 활약하였다.